# Listă de inventatori români
Aceasta este o listă de inventatori români notabili, în ordine alfabetică.

## A

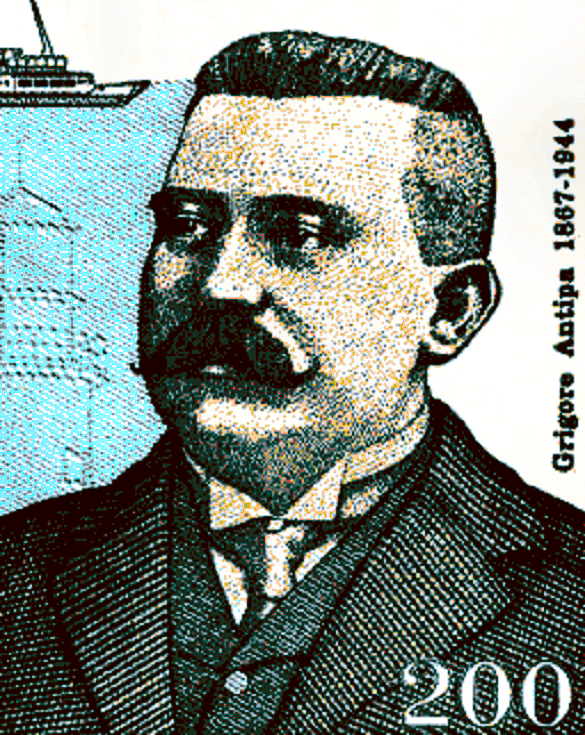
Grigore Antipa

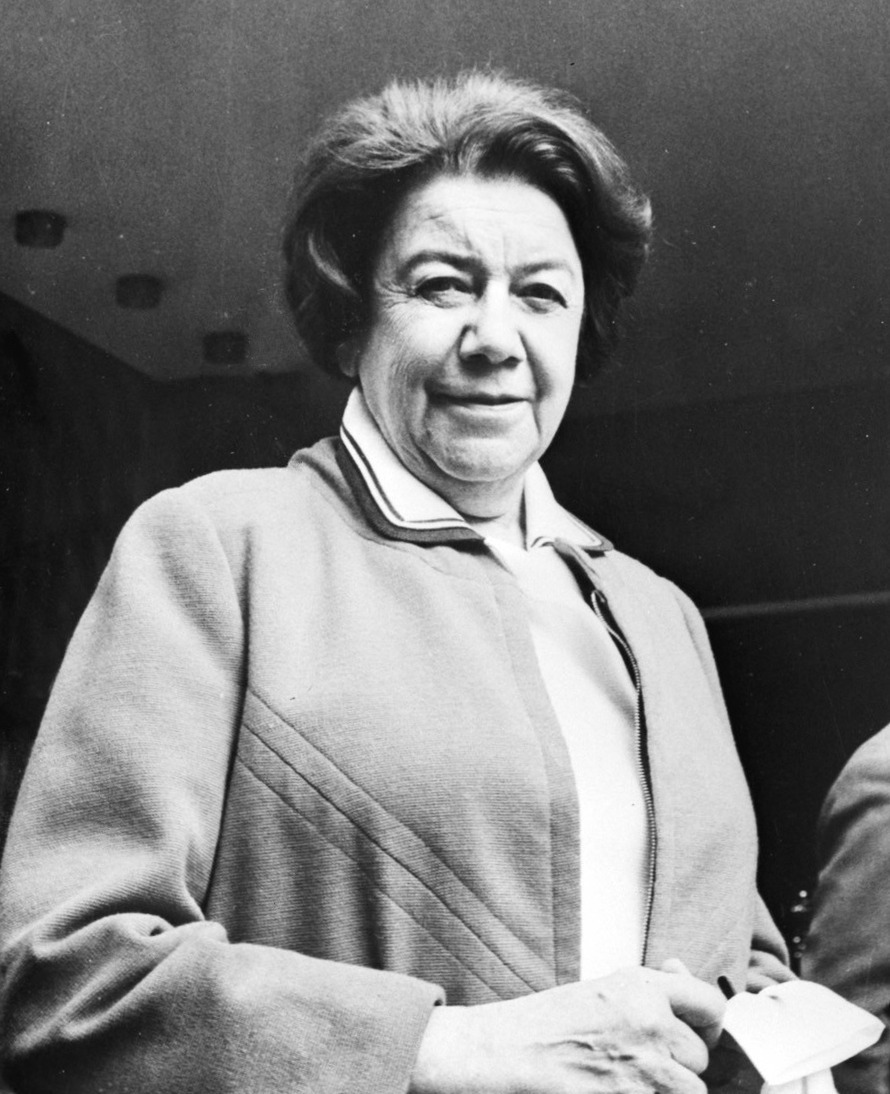
Ana Aslan

- Ion Adamache:  inginer, deține 25 de patente pentru invenții, printre care: metodă pentru extragerea petrolului prin injectare de apă sărată în zăcământ; purificare cu sulfuri; tehnologia puțurilor orizontale, producția de gaz acid etc.
- Ion I. Agârbiceanu: proiectantul primului laser cu gaz (heliu-neon) cu radiație infraroșie din România
- Andrei Alexandrescu: muncă de pionierat în policy-based design și template metaprogramming; coinventator al limbajului D.
- Nicolae Andronati: specialist în informatică și tehnică de calcul; autor a 14 brevete de invenție: noi metode de calcul ale sistemelor de ecuații diferențiale și integrale, de majorare a preciziei rezolvării lor, o metodă universală nouă pentru aprecierea fiabilității sistemelor mari de complexitate înaltă.
- Grigore Antipa: biolog, a descoperit o serie de specii noi, printre care și pești din fauna Mării Negre (Alosa caspia nordmanni) și o nouă specie de meduze Capria sturdzii; inițiatorul dioramei biologice.
- Neculai Asandei: inginer chimist, a inventat o metodă de determinare a polimerilor în stare solidă și un procedeu de obținere a polimerilor din benzen.
- Ana Aslan: medic specialist în gerontologie, academician, inventatoarea produsului geriatric Aslavital, realizat împreună cu farmacista Elena Polovrăgeanu, și a Gerovitalului, un produs anti-îmbătrânire utilizat pe scară largă de către personalități celebre, cum ar fi Charles de Gaulle, John F. Kennedy, Indira Gandhi, Charlie Chaplin sau Salvador Dalí.
- Gheorghe Atanasiu:  fizician, geofizician; inventatorul monocromatorului în infraroșu și creatorul metodei de determinare optică a căldurii de disociere.
- Ion Atanasiu: cunoscut ca inițiatorul cerimetriei, o metodă analitică bazată pe ceriu (IV) ca reactiv de titrare.

## B

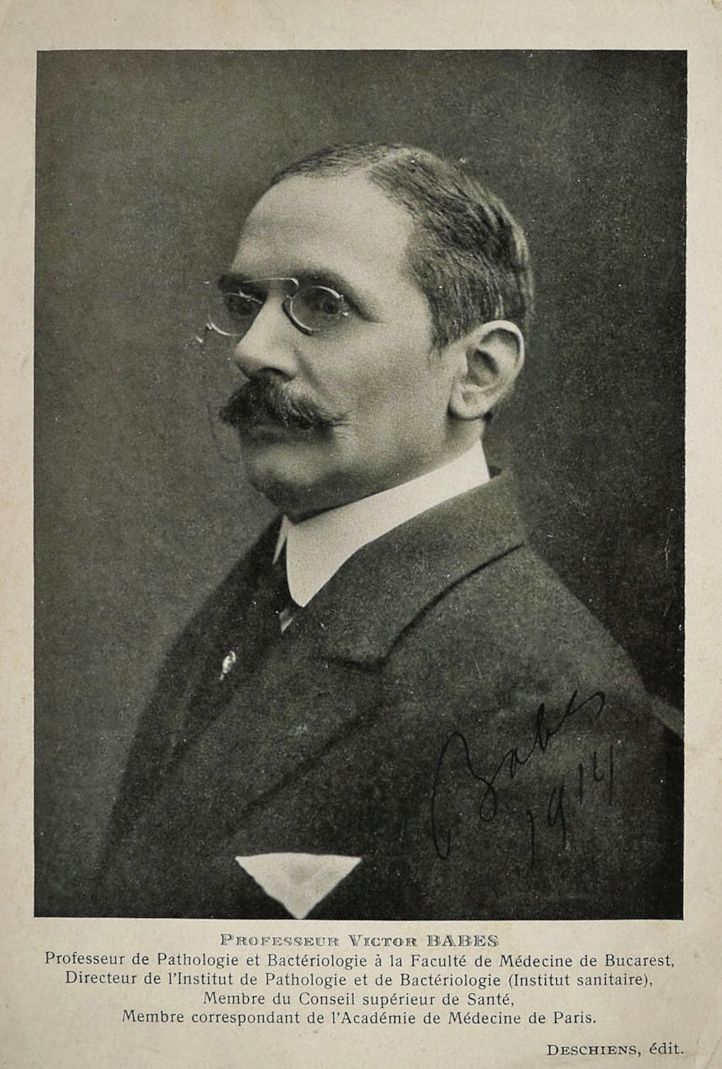
Victor Babeș

- Aurel Babeș: a descoperit testul Papanicolau ca metodă de screening pentru cancerul de col uterin.
- Victor Babeș: a descoperit un sporozot parazit al căpușelor, numit Babesia (din genul Babesiidae), ce cauzează o boală severă și rară numită babesiosis; de asemenea a descoperit prezența unor microorganisme patogene în celulele nervoase infectate de rabie.
- Emanoil Bacaloglu: este cunoscut pentru „pseudosfera Bacaloglu”. Aceasta e o suprafață de rotație pentru care „curbura Bacaloglu” este constantă.
- Ion Șt. Basgan: inginer, inventatorul forajului cu aplicația sonicității și descoperitorul „efectului Basgan”.
- Radu Bălescu: a lucrat la fizica statistică a particulelor încărcate (operatorul de coliziune Bălescu-Lenard).
- Adrian Bejan: inventatorul teoriei constructale cu privire la natură.
- Alexandra Bellow: a avut contribuții substanțiale în domeniile teoriei ergodice, probabilității și analizei.
- Vitalie Belousov: inginer mecanic; titular a peste 123 de brevete de invenție în România, Franța, SUA, Italia, Germania, Elveția și Belgia, printre care : frână centrifugală autoreglabilă, procedeu de ascuțire a burghielor elicoidale, frezele ROMASCON, aparat de zbor fără motor, freza frontală cu plăcuțe metalo-ceramice, turbina eoliană, mașina de ascuțit freze cu dantură curbilinie și cuțitul armat cu răcire internă.
- Emil Botez: inginer electromecanic, a elaborat teoria lanțurilor cinematice și teoria generării suprafețelor pe mașini-unelte, inventatorul mai multor tipuri de mașini de danturat, roți dințate cilindrice și al aparatului pentru controlul preciziei de danturat.
- George de Bothezat: inventatorul elicopterului cu patru elice, denumit „Caracatița zburătoare”. Este considerat unul dintre fondatorii studiilor privind forța motrice a zborului avioanelor.
- Dumitru Brumărescu: pionier al aviației, pilot, inventatorul aeroplanului cu decolare verticală, a salvatorului de pe submarine, a cuplajului automat la vagoanele de cale ferată, a saniei-automobil și a mașinii de tăiat stuful.
- Ionuț Budișteanu: informatician, inventatorul mai multor limbaje de programare, programe avansate pentru computer și creatorul unui proiect vizând folosirea inteligenței artificiale în scopul creării unei mașini autonome low-cost.
- Ștefan Burileanu: doctor inginer, cercetător în metalurgie, profesor, general de artilerie, inventatorul tunului antiaerian Burileanu de 57 mm.

## C

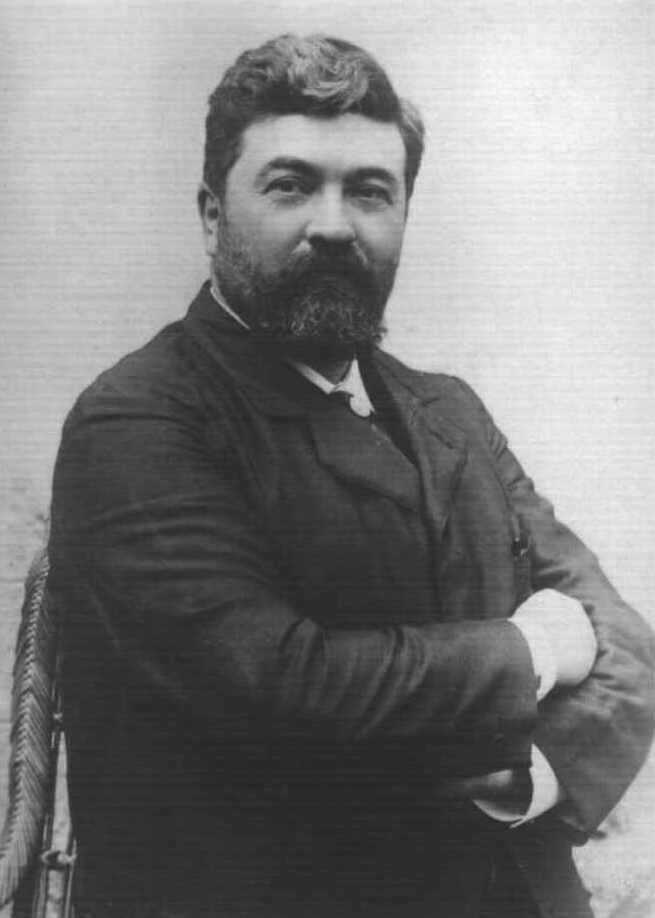
Ion Cantacuzino

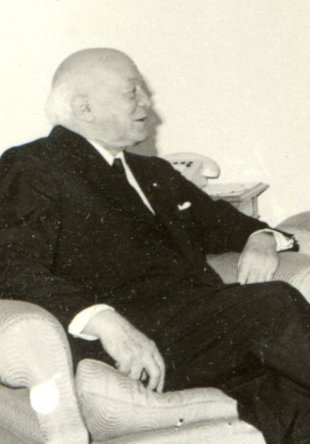
Henri Coandă

- Ion Cantacuzino: descoperirile sale au fost relevante în tratamentul holerei, epidemiilor de tifos, a tuberculozei și scarlatinei.
- Justin Capră: inginer, a dezvoltat un rucsac zburător (aparat individual de zbor) și al micro-autoturismul ecologic „Soleta”.
- Elie Carafoli: un pionier în domeniul aerodinamicii.
- Gheorghe Cartianu-Popescu: profesor universitar, doctor docent, inginer, cercetător, inventatorul primelor instalații românești de emisie cu modulație de frecvență.
- Alexandru Ciurcu: publicist, inventatorul primei ambarcațiuni propulsate de un motor cu reacție, alături de Just Buisson.
- Henri Coandă: fizician, inventator, inginer și academician român, pionier al aviației, proiectant și designer de aeronave, a descoperit efectul Coandă sau devierea jeturilor de fluid în apropierea suprafețelor curbe.
- Sergiu Gh. Condrea: inginer, specialist în telecomunicații, profesor, cercetător, inventatorul unei metode de comprimare a benzii de frecvență a semnalelor de televiziune și realizatorul unei invenții privind bazele multiplexiunii cu diviziune în timp.
- George Constantinescu: savant, om de știință, inginer,a fondat teoria sonicității, pe baza căreia a dezvoltat o serie de aplicații, inclusiv un sincronizator al mitralierelor de pe avioane cu viteza de rotație a elicei. Este, de asemenea cunoscut ca inventator al unui convertizor de cuplu mecanic, pe care l-a aplicat la un automobil experimental ca și cutie de viteze automată, inventatorul motorului sonic, al pompei sonice și al ciocanului sonic.
- George Cosmovici: inginer mecanic, inventatorul cutiei de ungere continuă pentru roțile vagoanelor de cale ferată.

## D

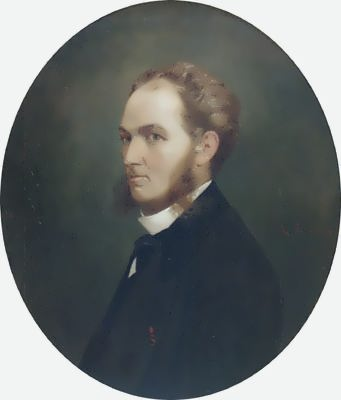
Carol Davilla

- Carol Davila: a inventat tinctura Davila folosită în tratamentul holerei, o soluție orală pe bază de opioide, utilizată pentru managementul simptomatic al diareei.
- Radu Deac: medic chirurg cardiac, profesor universitar, inventatorul mai multor valve cardiace artificiale (printre care două valve artificiale, care îi poartă numele).
- Ioan A. Dimitriu: inginer, inventatorul avioanelor IAD I și IAD II, a aparatului de direcție destinat învățării conducerii automobilelor și a receptorului radio cu baterii.
- Anastase Dragomir: a inventat celula de parașutare, un scaun ejectabil dintr-o aeronavă sau alt vehicul, proiectat pentru salvarea de urgență, o versiune timpurie a modernului scaun ejectabil.
- Teodor Dragu: inginer, mecanic, creatorul mai multor tipuri de locomotive cu abur, inventatorul unui injector cu păcură pentru focarele cazanelor.

## E
- Lazăr Edeleanu: chimist, inventatorul „procedeului Edeleanu”, un proces de rafinare selectivă a fracțiunilor de petrol pe baza solubilității specifice a diverselor clase de hidrocarburi în dioxid de sulf lichid. A descoperit și sintetizat pentru prima oară benzedrina/amfetamina.

## F
- George Fernic: inginer constructor de avioane; a proiectat și construit un automobil creație proprie, numit „Fernic”, și avioane de design Fernic destinate navigației civile.

## G

Corneliu E. Giurgea

- Mihai Gavrilă: teoretician în fizica cuantică, descoperitor al dihotomiei atomice în  câmpurile cu laser de ultra-intensă și înaltă frecvență.
- Tudor Ganea: a descoperit conjunctura Eilenberg−Ganea.
- Sever Iosif Georgescu: fizician, cercetător, profesor, realizatorul unor metode de predare folosite în scop didactic și de cercetare, inventatorul avertizorului de explozie pentru arzătoarele cu combustibil gazos.
- Rodrig Goliescu: a construit primul aeroplan (aeronavă cu aripă fixă), un „avioplan” cu fuselaj tubular și „aviocoleopter”, primul avion care avea o aripă toroidală.
- Corneliu E. Giurgea: a inventat termenul nootrop, după ce a descoperit piracetamul, descriindu-l ca atare.

## H

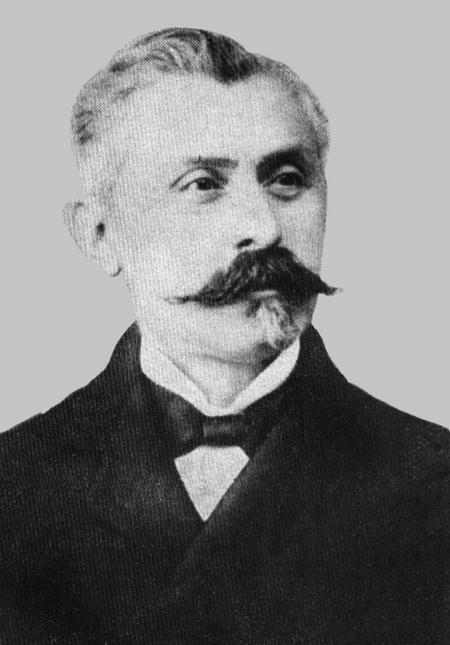
Spiru Haret

- Spiru Haret: a avut o contribuție fundamentală la definirea problemei N-corp în mecanica cerească, prin care să demonstreze că utilizarea unui aproximări de gradul III în studiul forțelor perturbatoare presupune instabilitatea principalelor axe ale orbitelor, și prin introducerea conceptului de „perturbații seculare” în legătură cu acest lucru.
- Horia Hulubei: a fost primul fizician din lume care a obținut spectrul razelor X în gaze. El are contribuții importante în fizica neutronilor și în studiul reacțiilor nucleare.
- Dragomir Hurmuzescu: inventator al dielectrinei și electroscopiei, fondator al radiodifuziunii române.

## I
- Rodica-Mariana Ion: profesor universitar, cercetător, specialist în chimia porfirinelor, inventatoarea unei noi metode de tratament a cancerelor dermatologice pre-maligne.
- Marian Ionescu: om de știință, profesor în medicină, chirurg cardiolog, inventator de echipamente chirurgicale, în special valve artificiale pentru inimă.
- Theodor V. Ionescu: a inventat o versiune a magnetronului⁠(en)[traduceți] în anul 1935, înaintea celor din Anglia. În anul 1936 a obținut un brevet de invenție pentru imagini în relief pentru cinematografie și televiziune. În anul 1946, împreună cu fizicianul V. Mihu, a inventat și construit o instalație cu care s-a obținut prima „emisie stimulată” de tip MASER (amplificator de microunde prin emisie stimulată a radiației), fiind astfel un precursor al MASER-ului inventat în 1954. Este autorul unor studii ale plasmei deuteriului fierbinte pentru fuziunea nucleară controlată  în 1969 și membru titular al Academiei Române din 1963.

## K
- Matei Kiraly: inginer în domeniul construcțiilor navale, inventatorul și constructorul  unei întregi game de nave pe pernă de aer în România (hidroglisor, hovercraft).

## L
- Traian Lalescu: matematician, a descoperit secvența Lalescu.
- Dumitru Felician Lăzăroiu: inginer, inventator în domeniul servomotoarelor pentru acționări automatizate.
- Constantin Levaditi: alături de Karl Landsteiner, a descoperit în 1909 prezența virusului poliomielitei în țesuturile biologice, altele decât țesutul nervos.

## M

Gheorghe Marinescu

- Radu Manicatide: inginer constructor de aeronave, pilot, inventatorul unor modele de aeronave monoloc și biloc.
- Gheorghe Marinescu: medic neurolog, profesor la Facultatea de Medicină din București, membru al Academiei Române, fondatorul școlii românești de neurologie. A realizat în 1898, cu ajutorul operatorului Constantin M. Popescu, primul film științific din lume: „Tulburările mersului în hemiplegia organică”.
- Ștefania Mărăcineanu: fiziciană al cărui nume este legat de descoperirea radioactivității artificiale și de obținerea unui brevet pentru declanșarea artificială a ploilor, folosind efectul ionizant al sărurilor radioactive.
- Preda Mihăilescu: matematician al cărui nume este legat de descoperirea demonstrației conjecturii lui Catalan.

## N

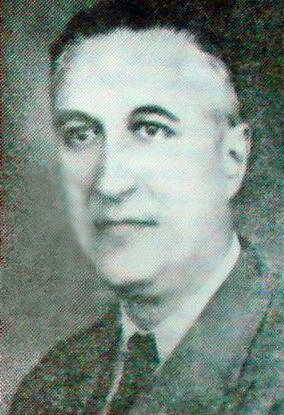
Costin D. Nenițescu

- Mihai Nadin: a scris primul program din lume în proiectarea asistată de calculator.
- Costin D. Nenițescu: A fost pionierul aplicării metodelor fizice în chimia organică în România. Hidrocarbura „Nenițescu”, prima anulenă (CH)10, a propulsat chimia anulenelor. A obținut 21 de brevete de invenție.

## O
- Ștefan Odobleja: a stabilit multe dintre temele majore ale ciberneticii, pe care el a denumit-o „psihologie consonantistă”, cu privire la sistemele de gândire, cu zece ani înainte ca Norbert Wiener să publice cartea „Cybernetics or Control and Communication in the Animal and the Machine”, în 1948.

## P

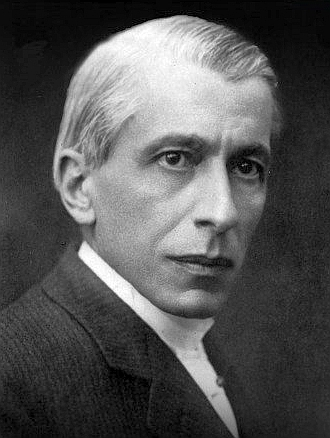
Nicolae Paulescu

- George Emil Palade: medic și om de știință american de origine română, specialist în domeniul biologiei celulare, laureat al Premiului Nobel pentru fiziologie și medicină în anul 1974, descoperitorul ribozomilor.
- Ion Paulat: mecanic în aviație și aerodinamică, inventatorul primului hidroavion cu fuzelaj din lume și al tunelului aerodinamic.
- Nicolae Paulescu: medic și fiziolog, profesor la Facultatea de Medicină din București, a contribuit la descoperirea insulinei.
- Eugen Pavel: fizician, a inventat tehnologia de fabricare a unei sticle speciale, fluorescente și fotosensibile, ce stă la baza Hyper CD-ROM-ului.
- Aurel Perșu:  a construit prima mașină care avea roțile în interiorul liniei sale aerodinamice.
- Petrache Poenaru: inginer, matematician, pedagog, membru al Academiei Române din 1870, a inventat stiloul (tocul rezervor - brevetat de guvernul francez în mai 1827 sub titlul plume portable sans fin, qui s'alimente elle-même avec de l'encre).
- Ioan I. Pop: profesor universitar emerit, doctor docent inginer, cercetător, inventatorul și dezvoltatorul a numeroase aplicații bazate pe principiile sonicității și dezvolatorul conceptului de sonicitate mecanică.
- Ioan Pop de Popa: profesor doctor docent, medic cardiolog, specialist în chirurgie cardiovasculară, inventatorul a numeroase instrumente medicale cu aplicații în practica chirurgiei cardiovasculare, primul medic care a efectuat o operație pe cord deschis din România.
- Dan Ioan Popescu, politician și fost ministru, inginer chimist, inventatorul adezivului lavabil pentru industria textilă, a compoziției pentru spălarea lânii brute și a procedeului pentru tratarea fibrelor de viscoză, respectiv de poliamidă.
- Ștefan Procopiu: fizician, savant, profesor universitar, cercetător, inventatorul magnetonului Bohr-Procopiu și descoperitorul „efectului Procopiu”, fenomenul de depolarizare a luminii.

## R

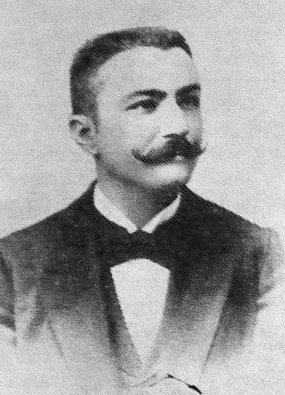
Emil Racoviță

- Emil Racoviță: fondator al biospeologiei.
- Nicholas Georgescu-Roegen: a introdus în economie inter alia, conceptul entropiei din termodinamică.

## S
- Anghel Saligny: academician, inginer constructor, ministru și pedagog, considerat unul dintre pionierii tehnicii mondiale în proiectarea și construcția podurilor și a silozurilor cu structură metalică, respectiv din beton armat, unul dintre întemeietorii ingineriei românești.

## T

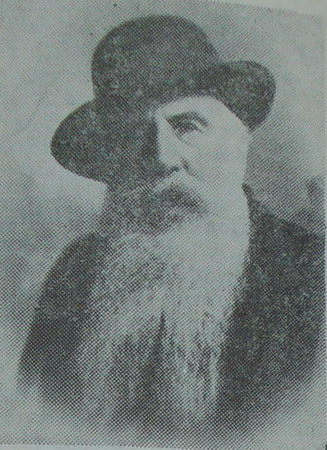
Nicolae Teclu

- Ion Tănăsescu: a descoperit Reacția Lehmstedt-Tănăsescu, care a fost îmbunătățită de Karl Lehmstedt.
- Victor Toma: inventator al primului calculator românesc (primul din țările socialiste, cu exceptia URSS) - CIFA-1, construit cu echipa sa în 1955.
- Nicolae Teclu: a inventat arzătorul Teclu.
- Traian Teodorescu: inventator al primului submarin de concepție românească.

## Ț
- Șerban Țițeica: fondator al școlii românești de fizică teoretică, cu contribuții majore în termodinamică, fizică statistică, mecanica cuantică și fizică atomică.

## U
- Urban (sau Orban): armurier, inventatorul celebrului „tun Orban”, utilizat de otomani în asediul Constantinopolului în 1453.

## V

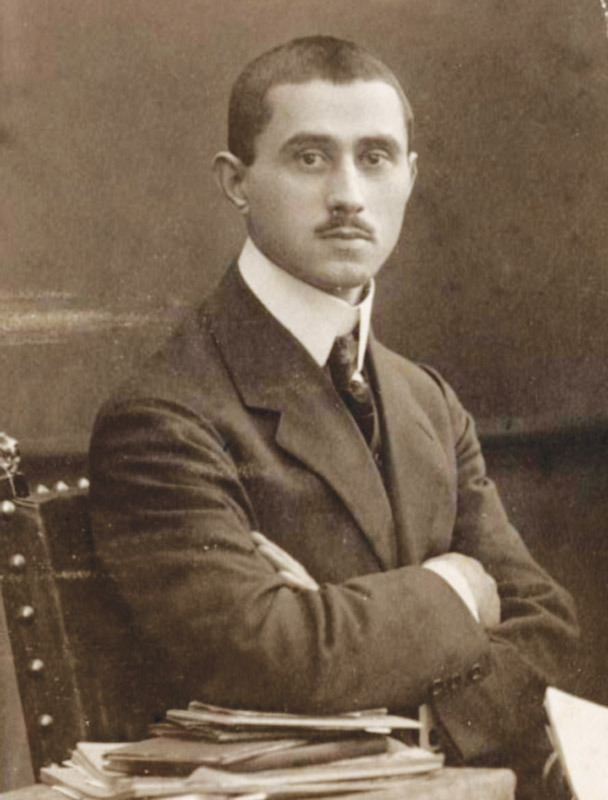
Aurel Vlaicu

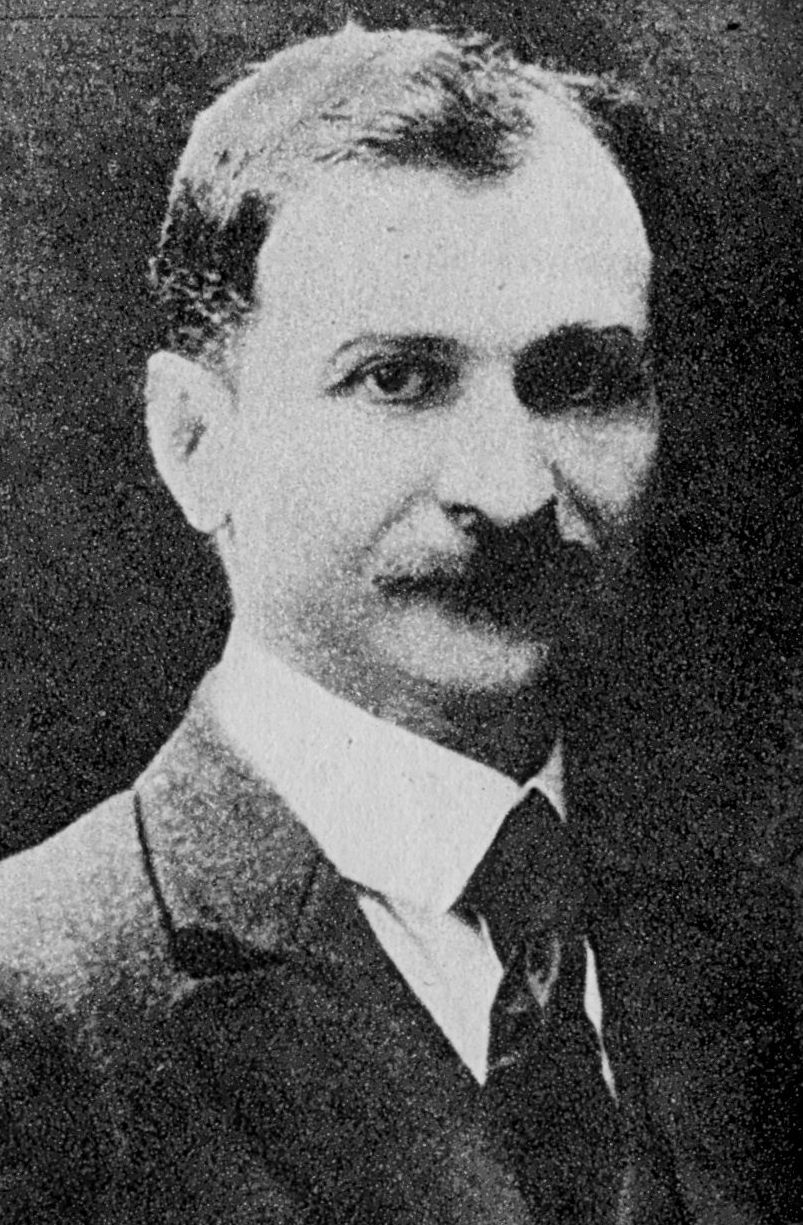
Traian Vuia

- Nicolae Vasile: inginer, cercetător, profesor universitar, prozator, poet, inventatorul și dezvoltatorul a mai multor servomotoare sincrone cu magneți.
- Nicolae Vasilescu Karpen: om de știință, inginer, fizician și inventator al pilelor Karpen.
- Dumitru Văsescu: inginer, inventatorul unui automobil cu aburi care i-a purtat numele.
- Aurel Vlaicu: inginer, pionier al aviației mondiale, a construit primul avion în formă de săgeată.
- Gheorghe Volcovinschi: mecanic, inginer, chimist, specialist în ergonomie, cercetator, recunoscut pentru inventarea a numeroase tehnologii și instalații cu un impact favorabil prin utilitatea pe care o prezintă pentru protejarea mediului și utilitatea acestora în viața cotidiană, precum: tehnologie și instalație de prelucrare a minereurilor complexe oxidice, generator pentru obținerea energiei electrice, tehnologie de obținere a cimentului ecologic, tehnologie de tratare recuperativă a apelor reziduale cu conținut de metale grele, instalație pentru irigat, materiale cu proprietăți magnetice pentru agricultură, aparate pentru stimularea reflexogenă, bioenergetică și musculară.
- Traian Vuia: avocat, pionier al aviației, inventatorul primului aparat de zbor autopropulsat din lume, a unui generator de abur și a două elicoptere.

## Legături externe
- Inventatori români
- Inventatori români
- Great Romanian Discoveries
- Short history of the Romanian science Arhivat în 4 martie 2016, la Wayback Machine.